# Nicoloso da Recco
«Ніколозо да Рекко» (італ. Nicoloso da Recco) — військовий корабель, ескадрений міноносець типу «Навігаторі» Королівських ВМС Італії за часів Другої світової війни.

## Історія створення
«Ніколозо да Рекко» закладений 9 жовтня 1927 року на верфі компанії Cantieri Navali del Tirreno e Riuniti в Анконі. 10 березня 1930 року увійшов до складу Королівських ВМС Італії. Корабель отримав свою назву на честь відомого мореплавця з Флоренції, що прославився у XIV столітті, перебуваючи на службі португальського короля Альфонса IV.

## Історія служби
Есмінець узяв участь у двох місіях під час громадянської війни в Іспанії. У травні 1939 року брав участь в окупації Албанії італійськими військами.
На час вступу Італії у Другу світову війну «Ніколозо да Рекко» перебував у складі XVI ескадри есмінців, разом з однотипними «Емануеле Пессаньо», «Лука Таріго» та «Антоніо Узодімаре».
Есмінець брав активну участь у битвах Другої світової війни на Середземноморському театрі дій, бився у бою біля Калабрії, мису Матапан, у біля Скеркі-Бенк, супроводжував власні та переслідував ворожі конвої транспортних суден.
Після проголошення перемир'я корабель відплив з порту Таранто з часткою італійського флоту (лінкори «Кайо Дуіліо», «Андрео Доріа»; легкі крейсери «Луїджі Кадорна», «Помпео Маньо») на Мальту, де 12 вересня кораблі здалися союзникам у Валлеті. 14 вересня «Ніколозо да Рекко» відплив з частиною італійського флоту до Александрії. Надалі есмінець до кінця війни діяв разом з британськими та іншими союзними кораблями на морських комунікаціях у Середземному морі.
Загалом до перемир'я корабель брав участь у 176 бойових виходах, зокрема 70 разів залучався до ескорту транспортних конвоїв, пройшов 68 318 миль.
«Ніколозо да Рекко» був єдиним ескадреним міноносцем серед кораблів свого типу, що вціліли в роки світової війни. Розібраний на брухт у липні 1954 року.